# Rockfolket
Rockfolket var ett humoristiskt rockband bestående av dragspelaren Leif "Burken" Björklund, Sigge Ernst, Bertil Bertilson, Rock-Ragge, Åke Larsén och Per-Arne Eklund. Bandet utvecklades ur Burkens kompband Fridens kilowatt och rivaler. 

## Historik
Bandet var som störst under 1970-talet då de erövrade landets folkparker och krogscener med sin blandning av humor, spex och rock'n'roll. "Hey Baberiba" hette låten som gjorde dem populära hos svenska folket. Under en period kompletterades gruppen med Laila Westersund och Lena-Maria Gårdenäs-Lawton som gästartister. Från åren 1978 och framåt bestod gruppen av Burken Björklund, Rock-Ragge, Åke Larsén (som var bandets motor och idéspruta i många sammanhang), Per-Arne Eklund och nya gitarristen från Blåblus, Micke Areklew.
På 1980-talet upphörde bandet och frontfiguren Leif Björklund satsade på en solokarriär. 
Under senare år återuppstod Rockfolket och gjorde nostalgispelningar tillsammans med bl.a. Rock-Ragge och Rock-Olga, bägge sedermera avlidna. Även Leif "Burken" Björklund är sedermera avliden. Per-Arne Eklund avled 20 februari 2015 i Stockholm. Sentida medlemmar har varit bland andra Boris "Rock-Boris" Lindqvist (död 2017), Lasse Söderström och Kåre Ljunggren. År 2012 tillkom Bo Persson, gitarr, sång, Kalle Åhmark, piano, dragspel, sång, och Jan Bråthe, bas, trombon, sång.

## Diskografi (urval)
Album
LP-skivor
- 1973 – Första repetitionen
- 1974 – Rockfolket i studio
- 1975 – Liv i rockfolkets park
- 1976 – Rock-å-hååå, Let's gååå
- 1977 – Hellre ball än knall
- 1978 – Det bästa ur Rock-å-lek
- 1979 – Tv-Special med Rockfolket
- 1980 – Tjockrock
- 1989 – Burken & Rockfolket
- 1991 – Andra repetitionen